# Napóra
A napóra (régiesen árnyékóra) a legősibb időmérő eszköz, amelynek elve azon a megfigyelésen alapszik, hogy az egyes testek árnyékának hossza és iránya a Nap állása szerint alakul. Az idő mérésének kérdése egyidős a csillagászattal. Minden ókori kultúrkörben fellelhető a napnak 12, illetve 24 részre való felosztása. Az első időmérők az egyenletesnek hitt Nap járását használták fel arra, hogy a nap kisebb elosztását mérjék. A napóra kétségkívül az első időmérő eszköz volt. Az asszír, föníciai, egyiptomi népek körében különösen nagy jelentőséggel bírt, hiszen szubtropikus éghajlatú hazájukból nézve az ég az év legnagyobb részében felhőtlen volt. Elengedhetetlenül fontos azonban, hogy időmérő csillagászati eszköznek is tekintsük, ezért készítőjének csillagászati ismeretekkel is kell rendelkeznie, hiszen a Föld napi forgását és a Nap körüli éves keringését is tükrözi egy adott helyen. A napóra nemcsak időmérő eszköz, hanem önmagában is mintegy művészeti, építészeti és műszaki alkotásként szereplő építmény. 

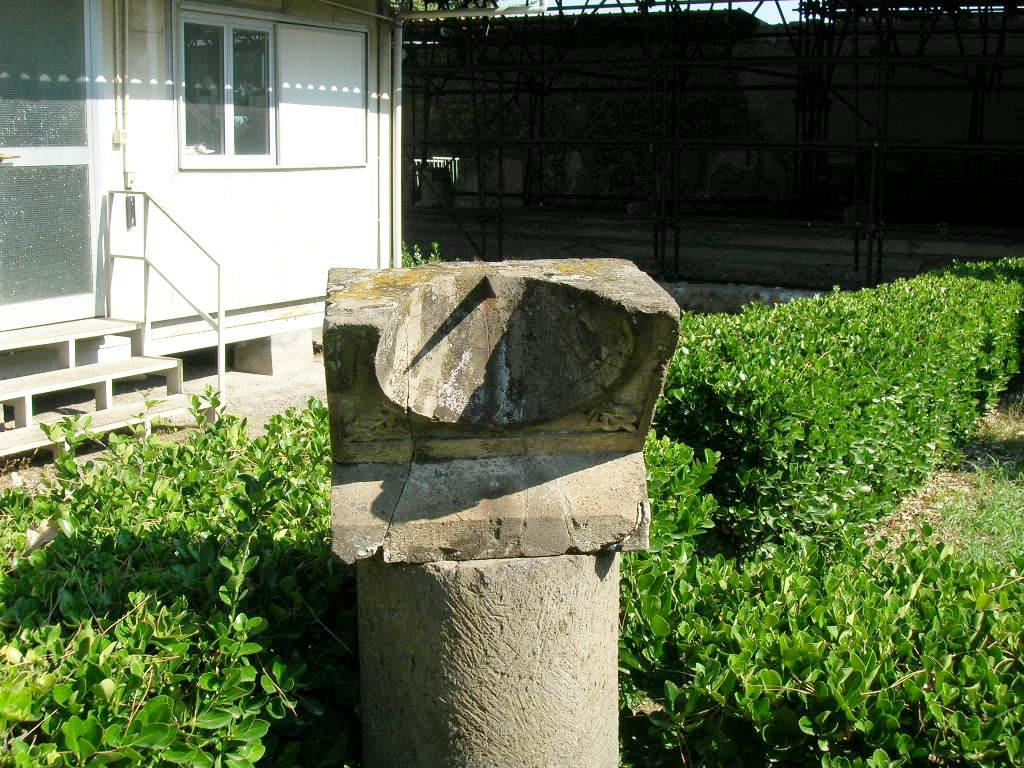
Gnómon a Villa San Marco kertjében Stabiában

A napóra működésének szemléltető ábrája

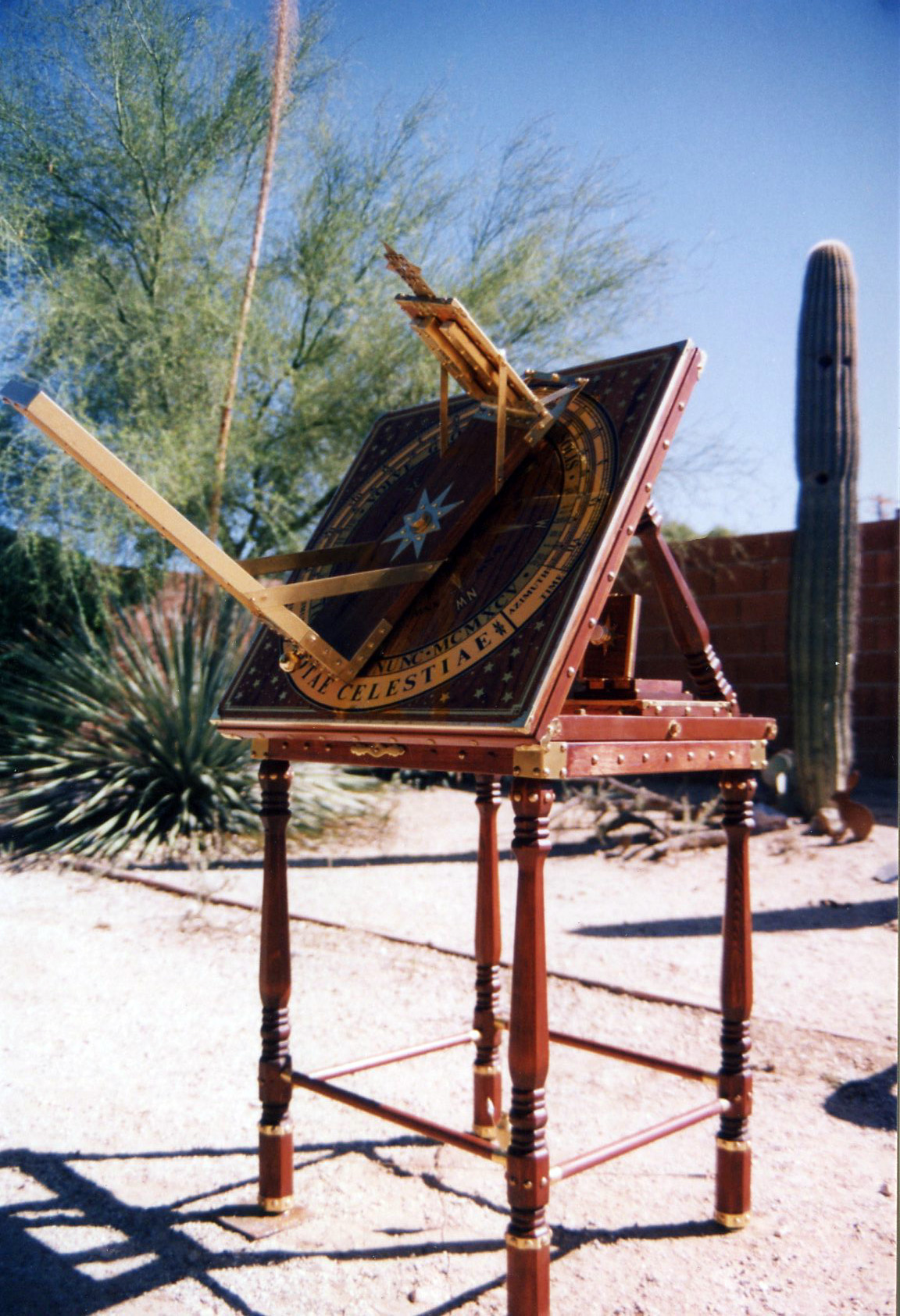
Ekvatoriális napóra

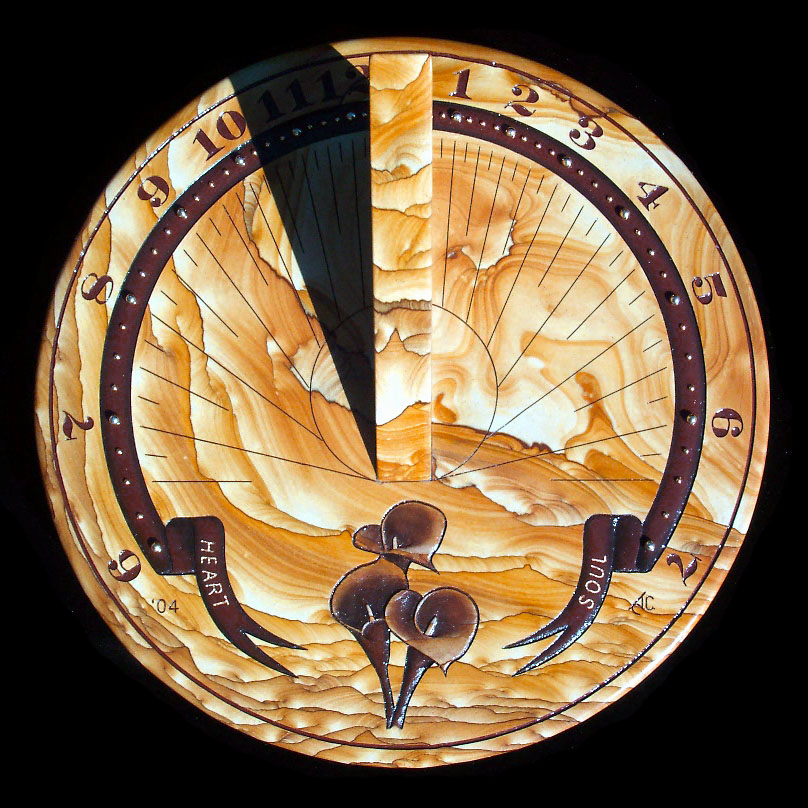
Horizontális napóra

## Története
A napóra története egészen az ókorba nyúlik vissza, amikor még az ember számára ez volt a legpontosabb időmérő eszköz hosszú-hosszú évszázadokon át. A napóra eredete a Kr. e. 5. évezredre vezethető vissza, de bizonyítékot a tényleges használatukra csak a Kr. e. 3. évszázadban találunk. Az ekkor készült mozaik az ókor híres geométerét, miletoszi Thálészt ábrázolja, amint éppen napórát szerkeszt (Trieri tartományi múzeum). A legősibb napóra az úgynevezett gnómon: ez egy függőleges tengelyű bot, vessző vagy obeliszk, amely az árnyékát egy vízszintes felületre veti. 
Kezdetekben az égitestek látszólagos elmozdulásának megfigyelése tette lehetővé az idő megmérését, majd a napórák megszerkesztését. Működésüknél az időmérés alapjául nappal a Nap mozgásának vetülete szolgált és szolgál ma is. Ezek a napórák a mindenkori helyi időt mutatták. Az egyiptomi obeliszkek szakrális szerepük mellett mint napórák gnomonja (árnyékvetője) működhettek, de találtak az i. e. 15. századból származó "L" alakú napórát. A babilóniaiak is a Napot használták az idő múlásának jelzésére. A görögök fejlett matematikájuk révén különféle megoldásokat alkalmaztak napórák szerkesztésére. A keleti kultúrák, mint a kínai és az indiai, majd később az iszlám tudósok is magas szinten művelték a gnomonika tudományát. Omar Khajjám perzsa költő és csillagász, 1080 táján napóra segítségével dolgozta ki az új iszlám naptárat.
Még a középkorban is a napóra volt a legpontosabb időmérő eszköz. Az egyház az imák idejének mutatására használta, előszeretettel díszítették a templomok tornyait is velük. Az 1795 tájékán készült pápai római katolikus templom napórája ma is pontosan mutatja a napórai időt. Fontos szerepet játszottak a napórák egészen a 19. század közepéig, a mechanikus órák megjelenéséig. Ám még akkor is napórával ellenőrizték a pontatlanabb mechanikus órák járását.

## Az idő mérése
Az órák egységesen a kiegyenlített középidő, zónaidő szerint járnak, míg a napóra a valóságos helyi időt mutatja. Ezért ha a zónaidőt szeretnénk megtudni a napóra segítségével, akkor a leolvasott időértékhez, időszakonként változó számú percet kell hozzáadnunk vagy abból levonnunk. Ez az időegyenlet, melyet a csillagászati évkönyvek nagy pontossággal az év minden egyes napjára megadnak, tökéletesen megfelel az idő kiszámításához. Ha a napórán mért időhöz hozzáadjuk az előjelet, figyelembe véve az időegyenlet szerinti percet, akkor megkapjuk a helyi középidőt. A középidőt még át kell számítani zónaidőre, amely azonos a zóna közepén lévő délkör helyi középidejével. Magyarországon a Közép-európai időt használjuk, mely zóna közepe Greenwichtől keletre 15° szögtávolságban van. Az ország egész területe ettől a zónaközéptől keletre fekszik a 16. és a 23. keleti délkörök között. Ezeken a helyeken a valódi helyi idő megelőzi a zónaidőt. Minden 1° délkörkülönbség 4 perc időkülönbségnek felel meg. Budapest 4°-kal van keletebbre a zónaközépnél.

## Felépítése

### Árnyékvető
- Gnómon – ez egy vízszintes síkon álló függőleges pálca vagy rúd, esetleg oszlop. A gnómon segítségével jelöljük ki a napóra felállításához és helyes működéséhez az észak-déli irányt, vagyis a pálca talppontján, és a szakaszok felezőpontjain átmenő egyenes meghatározza az észak-déli meridián vonalat. Ezt nevezzük indiai körnek.
- Pólosz – az, amikor az árnyékvető pálca iránya a Föld forgás tengelyével párhuzamos.

### Számlap
Az árnyékvető által vetett árnyék végigvonul a számlapon és sorra érinti az órajeleket, ezek segítségével olvashatjuk le a napóráról az időt.

## Típusai

### Rögzített napórák
A rögzített napórákat Magyarországon a Magyar Csillagászati Egyesület (MCSE) Napóra szakcsoportja gyűjti össze Keszthelyi Sándor vezetésével.
- Gömb napórák: A gömb alakú napórák a Földet szimbolizálják, ezért készítésükkor gyakran a földrészeket is ábrázolják rajtuk. A forgástengely, amely az északi és déli póluson keresztül halad, párhuzamos a Föld forgástengelyével, vagyis pólusra mutató. Az ekvatoriális napórához hasonló órajelek szerkesztése, az egyenlítő mentén 24 egyenlő részre osztva helyezkednek el.
- Homorú félgömb vagy szkáphosz napórák: A szkáphoszok az éggömb negatív tükörképei. A római korban előszeretettel alkalmazták az ilyen típusú napórákat a köztereken. Kivitelezésük azonban nehéz, ezért ma már ritkán készítenek ilyet, pedig szerkesztésük egyszerű, mivel az óraosztás 15° fokonként, egyenlő távolságra követi egymást.
- Vertikális vagy függőleges napórák:

Az árnyékvető pálcát a függőleges falhoz rögzítik, a falon keletkezett árnyékot használjuk az idő megállapításához. 
Nagyon fontos tényező, a fal síkjának pontos meghatározása, vagyis, hogy a kelet-nyugati iránytól milyen mértékben, hány fokkal tér el. Az eltérés mértékétől függően beszélhetünk déli-, keleti- (orientális), nyugati- (okcidentális) vagy elforduló falsíkú napóráról.
- Ekvatoriális vagy egyenlítői napórák:

Az ilyen típusú napórákra az a jellemző, hogy csak akkor „működnek”, ha a Nap sugarai érik. A Nap viszont csak a tavaszi és az őszi napéjegyenlőség közötti időszakban tartózkodik az égi egyenlítő felett. Így ősztől tavaszig a számlapra nem jut napfény, és az óra nem működik. Típusai:
- - Ekvatoriális abroncs napóra
  - Armilláris napóra[8]
  - Poláris napóra
- Horizontális vagy vízszintes napórák

Az egyik legelterjedtebb napóra típushoz tartoznak. Az ekvatoriális napórától eltérően a számlap beosztása nem egyenletes, ezért az óravonalak szerkesztése bonyolultabb. Kétféle készítési módszere létezik, a vetítéses módszer illetve a szerkesztéses módszer.

### Hordozható napórák
- Henger napórák[9]
- Gyűrűs napórák[10]
- Doboz napórák
- Asztali napórák[11]